# Калао жовтошоломний
Калао жовтошоломний (Ceratogymna elata) — вид птахів родини птахів-носорогів (Bucerotidae).

## Поширення
Вид поширений в Західній Африці від західного Сенегалу до південно-західного Камеруну. Мешкає в низинних первинних лісах.

## Опис
Птах завдовжки 60-70 см. Вага 2100 г у самців і 1500—2000 г у самиці. У самців переважно чорне оперення. Пір'я на верхній стороні тіла має металевий блиск. Пір'я на потилиці мають білу основу і коричневі кінчики, створюючи злегка лускатий малюнок на шиї. Хвостове пір'я біле, за винятком центральної чорної пари. Дзьоб темно-сірий. Кріплення дзьоба також спочатку кремового кольору з нижньої сторони, а потім змінюється на блідо-жовтий. Наріст на дзьобі починається далеко позаду основи дзьоба і різко закінчується в середині дзьоба. Неоперена шкіра навколо ока, а також надувна шкіра горла та плети кобальтового синього кольору. Очі червоні, ноги і ступні чорні.
Самки нагадують самців. Однак вони менші і червоно-коричневі на голові та шиї. Пір'я на шиї мають бліду основу, а горло кремового кольору. Дзьоб і невелика частина дзьоба блідо-жовті. Очі карі.